# Girocului
Girocului este un ansamblu rezidențial  amplasat în partea de sud a Timișoarei. Acesta a fost construit între anii 1970-1985, ca o consecință a planului de sistematizare a regimului comunist, Parcul Păduricea, este unul dintre cele mai frumoase parcuri din oraș. 
In ansamblu exista Sali de sport , cafenele,centre de cultura, Cabinete medicale , supermarket. 
Girocului este una dintre cele mai căutate și sigure zone din Timișoara.
Obiective și instituții situate în Cartier sunt: Spitalul Județean nr. 1 Timișoara, Școala Generală nr. 25, Biserica Martirilor, Secția de Poliție nr.2. 
Transportul în comun constă în legături permanente cu centrul orașului (linia 15, E2, E3) și cu alte cartiere vecine (liniile 7, 9).